# Lars Kinsarvik
Lars Trondson Kinsarvik, né le 8 septembre 1846  à Kinsarvik, dans le Hordaland et mort le 21 juin 1925 à Kinsarvik,) est un sculpteur et peintre sur bois norvégien, créateur de meubles et initiateur du « style norvégien » (Norske stil) dans le domaine de la sculpture sur bois. Il est l’un des représentants majeurs du dragestil en vogue en Norvège au XIXe siècle et compte parmi les membres influents du milieu norvégianiste au début du XXe siècle non seulement dans son art majeur mais aussi en tant que musicien, peintre, journaliste et conférencier. Par son travail de créateur de meubles, essentiellement les sièges et les armoires, Karvinvik appartient à l'Art nouveau avec une touche nordique.

## Biographie

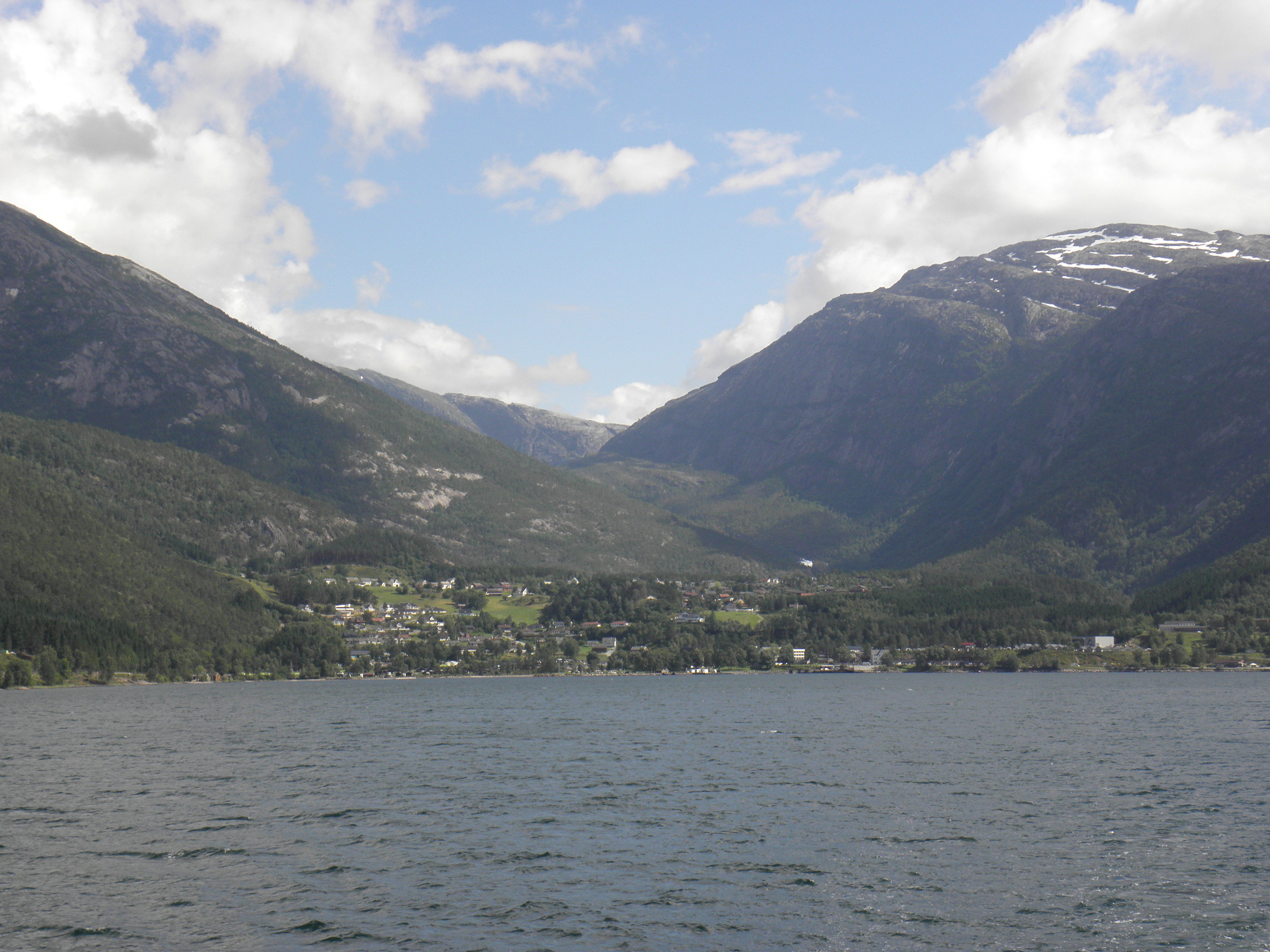
Baie de Kinsarvik et village natal de Lars Kinsarvik.

Fils de l'artisan peintre Trond Larsson Hus (1806–78) et de Marta Helgesdotter Bråvoll (née en 1822), il s’est marié trois fois:
1. avec Johanne Amalie Andrea Johannesdotter Kjærland à Sund le 11.11.1869, fille de l’instituteur et klokkar Johannes Johnson Kjærland et Karen Andrine Sommer Gartner;
2. avec Anna Johannesdotter Loofthus le 28.1.1885 à Kinsarvik, fille du paysan Johannes Larsson Lofthus et de Marita Olavsdotter Hus;
3. avec Kristi Arnesdotter Skeie le 13.6.1889 à Kinsarvik , fille du forpaktar Arne Nilsson Skeie et de Kari Brigtsdotter Mo.

Inspiré par son environnement familial et notamment l’activité de peintre de motifs floraux traditionnels exercée par son père, il manifeste assez tôt des prédispositions pour le dessin et la peinture. C’est pourquoi ses parents l’envoient à Stavanger faire un apprentissage de peintre en 1864. Il poursuit sa formation à l’école de dessin de Bergen et fut un temps élève d’Anders Askevold, un représentant norvégien de l’École de peinture de Düsseldorf. Découvrant parallèlement la sculpture sur bois grâce à l’inspiration que suscita en lui le sculpteur sur bois de rang national, Ole Olsen Moene, il décide de se consacrer à plein temps à cet art plastique sans renoncer totalement à la peinture puisqu’il tirera profit de sa formation initiale notamment pour faire évoluer la sculpture sur bois à sa manière. Ce n’est que dans le dernier tiers du XIXe siècle qu’il prend en charge des élèves-apprentis.
Dans le Sunnmøre où il arrive en 1905, Kinsarvik évolue dans le milieu des défenseurs de la culture norvégienne traditionnelle et folklorique par la décoration de locaux associatifs  et d’églises, mais aussi en s’investissant dans son autre passion : la musique folklorique. Il joue du violon et chante lui-même puis il est membre de jury de concours de chants et de musiciens. Sa connaissance du patrimoine musical traditionnel lui vaut d’être contacté comme source par le compositeur Edvard Grieg au moment où ce dernier commence à collecter sur le terrain les mélodies folkloriques norvégiennes  sous l’inspiration de son ami et mentor Rikard Nordraak, défenseur des chants populaires, des légendes et des traditions du Nord, et par ailleurs compositeur de l’hymne national norvégien.
Son ancrage dans la culture norvégienne traditionnelle s’exprime également dans l’écriture lyrique ou éditoriale. Dès 1904, il collabore avec Halvdan Koht à la rédaction de la revue « Ancien art décoratif norvégien » (Gamall norsk prydkunst). Il s’investit dans la transmission de son art et de la culture traditionnelle en donnant des conférences ou en assurant des cours à l’université populaire de Hardanger et Sunnmøre.
Un glaucome le rend aveugle à partir de 1915. Il déménage avec sa troisième épouse pour revenir dans le pays des fjords, à Kinsarvik en 1917 ; c’est dans son village natal du comté de Hordaland qu’il meurt.

## Parcours professionnel
Il fait la connaissance de Henrik Grosch qui jouera un rôle important dans la carrière de Kinsarvik; Grosch est alors le futur directeur du musée des arts décoratifs de Christiania, aujourd’hui intégré au musée national de l'art, de l'architecture et du design à Oslo. Conscient de la place privilégiée qu’occupe le bois comme matériau de construction et de décoration dans la culture norvégienne, il encourage la création d’une école professionnelle spécialisée dans la sculpture sur bois pour laquelle il sollicite Lars Kinsarvik. Sous son impulsion, l’école intègre à la formation les arts décoratifs domestiques intimement liés au travail du bois par le truchement des motifs ornementaux et le recours à des symboliques communes issues de la culture populaire ou historique.
Kinsarvik fonde une première école de sculpture sur bois à Hardanger de 1886 à 1889 ; il obtient de ce fait un statut de modèle influent pour tout le pays par le biais de ses élèves qui essaimeront son art et son enseignement dans les endroits où ils exerceront leur profession. Dans les années 1880, Kinsarvik s’est en effet passionné et centré sur le style norvégien encore appelé le dragestil. C’est un mouvement artistique très répandu et très dynamique en Norvège au XIXe siècle qui se caractérise par le recours à la représentation d’animaux typiques de la période préchrétienne et notamment de la civilisation viking. Le dragon y occupant une plage privilégiée, il a donné son nom au style d’une manière générale : style dragon ou dragestil (prononcé : [drɑːɡəstiːl]). La seconde caractéristique est le champ d’action de ses représentants : les sculpteurs et artisans de ce mouvement ont œuvré pour l’essentiel dans la décoration des églises en bois debout ou stavkirke.
Le travail de Kinsarvik s’intègre dans ce mouvement ou style nordique dont le raffinement artistique s’observe avant tout dans les portails et les lambris des églises en bois debout ou la représentation animale dans l’ornementation païenne. C’est aussi à cette époque qu’il commence à peindre ses sculptures sur bois avec une préférence pour les tons verts et bleus comme on peut le voir avec le fauteuil exposé au musée d'Orsay à Paris. Il n’hésite pas non plus à réaliser des petits objets décoratifs pour les touristes ou pour la décoration de la maison et se passionne dans le mobilier pour les chaises et les armoires.
Sa percée en tant qu’artiste sculpteur sur bois aux multiples facettes s’opère par conséquent à partir des années 1890 où Kinvarsik cumule les activités qui renforce sa réputation : d’abord en Norvège avec les commandes passés par les nouveaux propriétaires de grands hôtels branchés et la participation à des expositions consacrées aux métiers de l’artisanat d’art ; puis dans le milieu des artistes et artisans d’art à l’échelle internationale où il est choisi pour représenter la Norvège comme aux  expositions universelles de 1889 et 1900 à Paris. En reconnaissance de son travail, une rente d’état lui est accordé à vie à partir de 1899.
Kinsarvik quitte son village natal au bord d’un fjord dans le Vestlandet en 1905 pour emménager dans les Alpes norvégiennes à Ørsta, puis dans l’agglomération voisine Volda. Pendant ces années, le travail ne manque et les commandes se succèdent puisqu’il participe à la décoration intérieure des kaffistover, principalement d’Oslo et Trondheim, mais aussi dans d’autres petites villes du pays. La kaffistova était un local associatif à vocation culturelle et sociale, dépendant soit de l’association de la jeunesse de Norvège (Noregs Ungdomslag) ou de l’association de la langue norvégienne (Noregs Mållag). Renforçant la cohésion sociale et le maintien des traditions rurales, la kaffistova faisait fonction de lieu de rencontre pour la jeunesse des campagnes ou les jeunes du monde agricole qui habitaient ou travaillaient dans les agglomérations urbaines. On y servait des boissons non alcoolisées, un repas bon marché à midi et du café avec des gâteaux. L’autre objectif était la promotion du nynorsk en donnant accès à des publications dans cette langue néo-norvégienne mais aussi en organisant des soirées de danses traditionnelles, des pièces de théâtre, des chorales ou  en faisant la promotion de la musique et des costumes traditionnels. En étant domicilié dans le Sunnmøre à Ørsta-Volda, Kinsarvik se retrouve dans le fief d’Ivar Aasen, pionnier du combat pour la défense des formes régionales du Norvégien par rapport à la langue littéraire jugée trop danisée. Affiliée à la Noregs Ungdomslag, l’association de la jeunesse paysanne (Bondeungdomslag) faisait aussi des affaires en gérant ces kaffistover, des hôtels et des magasins de vente de costumes folkloriques ou des produits issus de l’artisanat de l’art (Mouvement husflid). Les rentrées d’argent permettaient l’organisation des événements culturels mais faisaient également de cette association du monde paysan le propriétaire de l’hôtel Bondeheimen, la kaffistova (la première de tout le pays fut créée par cette association à Oslo le 18 septembre 1901) et le Heimen Husflid dans la capitale. Cela ne surprendra par conséquent personne que des locaux de restauration et d’hôtellerie à forte vocation folklorique et traditionnelle fassent appel à des sculpteurs sur bois fins connaisseurs de la culture locale pour la décoration intérieure et le mobilier dans le pur respect de l’art décoratif national, notamment les motifs ancestraux de la sculpture sur bois norvégienne. 
Après les hôtels et les locaux associatifs, Kinsarvik reçoit dans les années 1910 de nombreuses commandes pour la décoration ou l’aménagement, la rénovation ou la restauration des églises. Ce faisant, la polyvalence qu’il s’est forgé au fur et à mesure des années lui permet de toucher à plusieurs métiers de l’artisanat d’art : il peint les panneaux ou sculptures sur bois des nefs d’église, restaure le vieux mobilier ou fabrique de nouveaux meubles sculptés. Son plus grand chantier pendant cette période est celui de l’église de Eid à Nordfjordeid dont il a refait la totalité de l’aménagement intérieur et peint tout l’intérieur de l’église.

## Prix et récompenses
- Médaille d’or[4]
  - Exposition des traditions rurales de Skien en 1891
  - Exposition des traditions rurales de Bergen en 1898
- Médaille d’argent[4]
  - Exposition des métiers de l’artisanat et de l’industrie à Christiania en 1883
  - Exposition universelle de 1889 à Paris
  - Exposition générale des métiers d’art et de l’industrie à Stockholm en 1897
- Médaille de bronze[4]
  - Exposition universelle de 1900 à Paris

## Ses œuvres et publications
En dehors des réalisations et des commandes individuelles, Kinsarvik s’est rendu célèbre pour la décoration des établissements hôteliers luxueux en vogue au XIXe siècle, début du tourisme de villégiature et de plein air.
- Décoration intérieure de l’hôtel Mæland à Granvin en  1890[10]
- Décoration intérieure de l’hôtel  Hardanger à  Odda en 1896
- Décoration de la maison de la jeunesse Krossvoll à Ullensvang en  1901
- Une armoire de la propriété  Gamlehaugen à Bergen en  1901, année de sa construction pour Christian Michelsen, aujourd'hui résidence de la famille royale quand elle est en visite à Bergen.
- Des meubles de l’hôtel Trønderheimen à  Trondheim en 1913
- Décoration du mobilier des églises de Dalsfjord dans le  Sunnmøre en 1911, de Rugsund dans le Nordfjord en 1911, de Sandøy dans le Ytre Romsdal en 1912, de Hareid dans le Sunnmøre en 1913, d’Eid dans le  Nordfjord en  1915, et encore la chapelle de Totland dans le Nordfjord en 1912.

Ses œuvres sont visibles dans les musées suivants : 
- Musée des arts décoratifs d’Oslo ;
- Musée de la culture populaire norvégienne d’Oslo ;
- Musée du Sunnmøre à Ålesund ;
- Musée de la culture populaire de Hardanger à Utne ;
- Musée d'Orsay à Paris.

Il écrit ou  co-écrit des articles: 
- Article intitulé De l’élément celtique dans la sculpture sur bois norvégienne dans Ringeren en 1889 ;
- Article en collaboration avec H. Koht, intitulé Vieil art décoratif norvégien, dans la revue  Norske folkeskrifter, volume 16, 1904 ;
- Article intitulé Trond Larsson Hus, dans  Hardanger en 1914 ;
- Article intitulé Olav Rusti dans l’Annuaire norvégien de 1921.

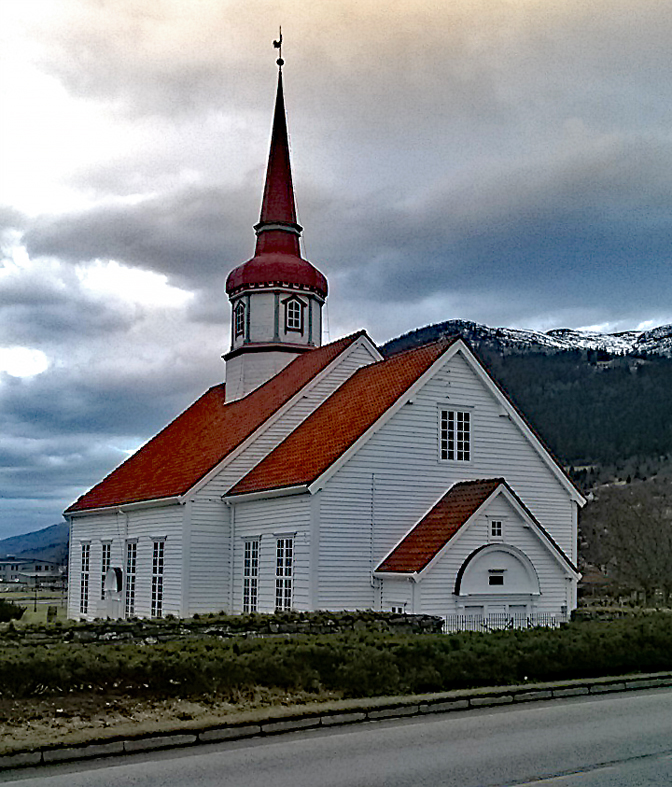
Église d'Eid dont l'intérieur a été décoré par Kinsarvik.
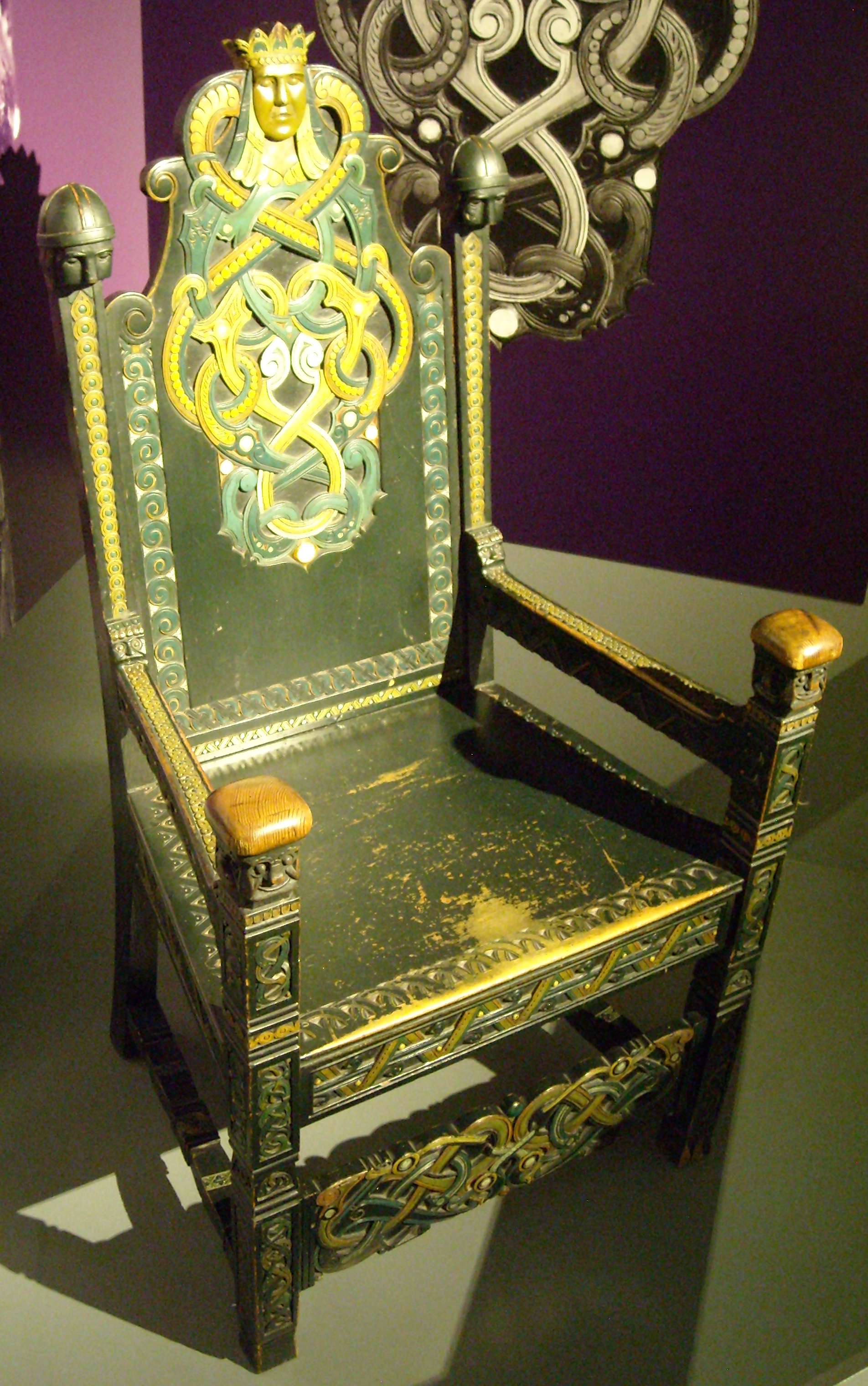
Fauteuil réalisé par L. Kinsarvik, Higgins museum and gallery, Bedford.
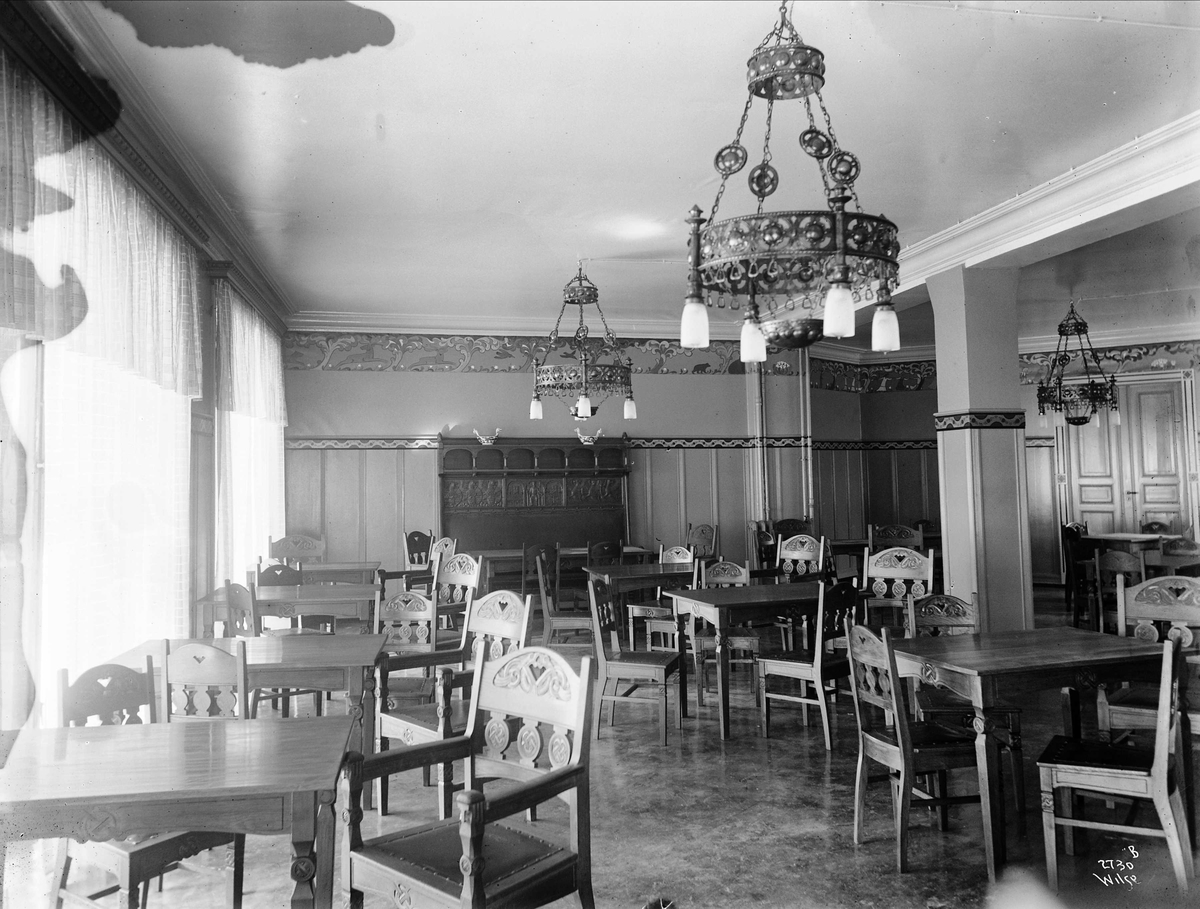
Exemple de Kaffistova ou café associatif avec meubles sculptés.
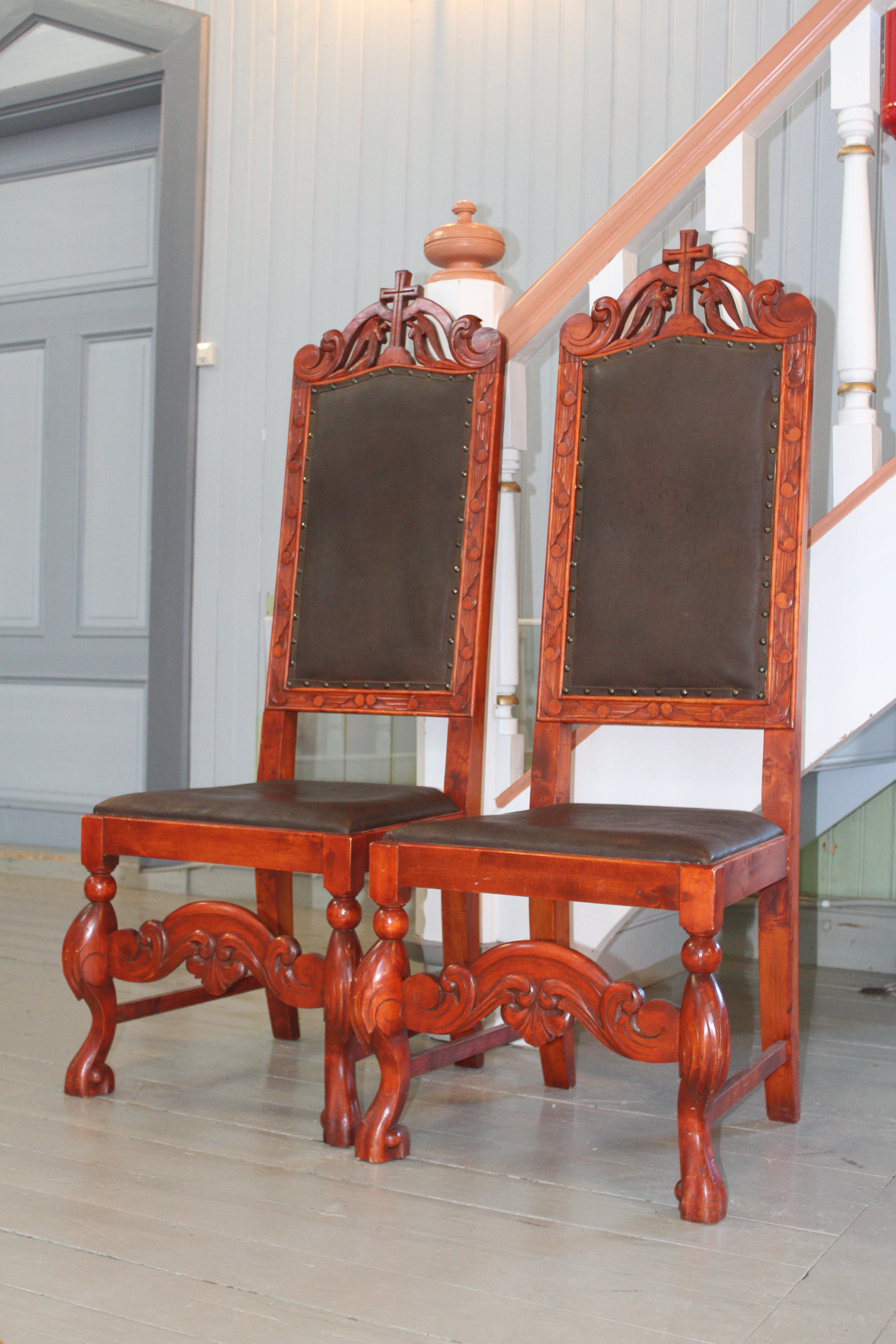
Fauteuil pour mariés à l'église de Lavangen réalisées par l'élève de Kinsarvik, Andreas Nilsskog, 1936.
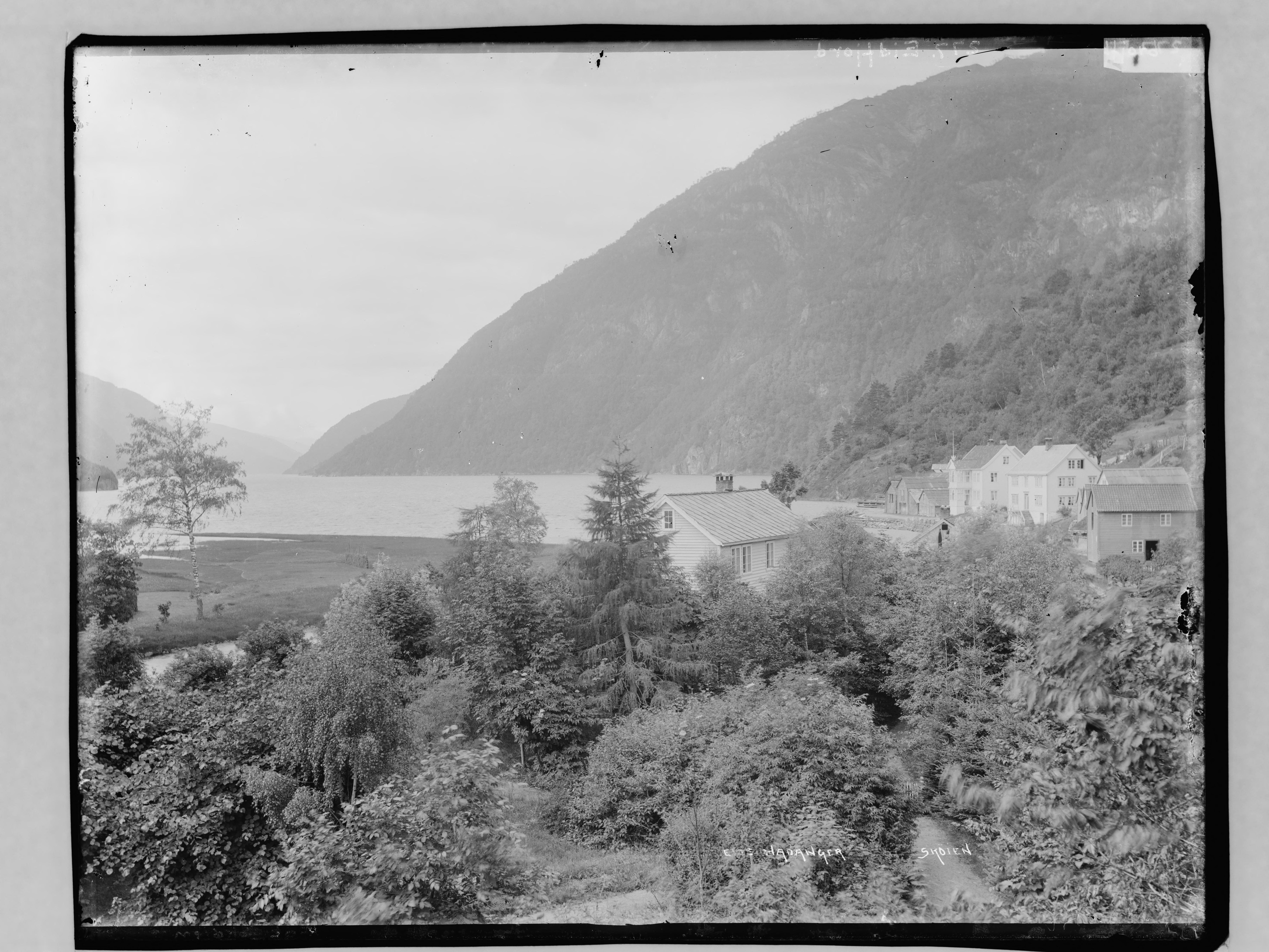
Eide, Hardanger Mælands hotel.
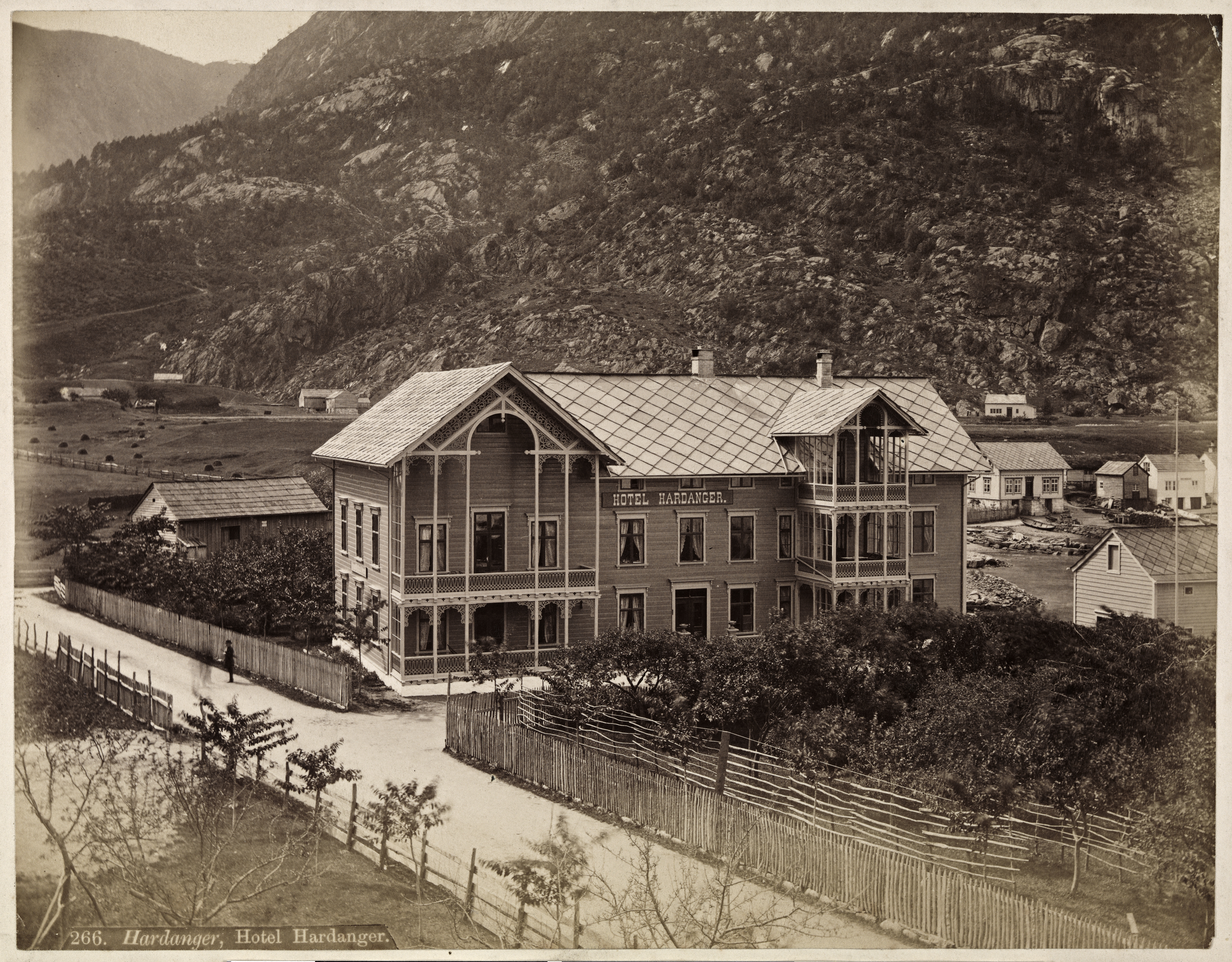
Hotel Hardanger, décoration intérieure par Kinsarvik.
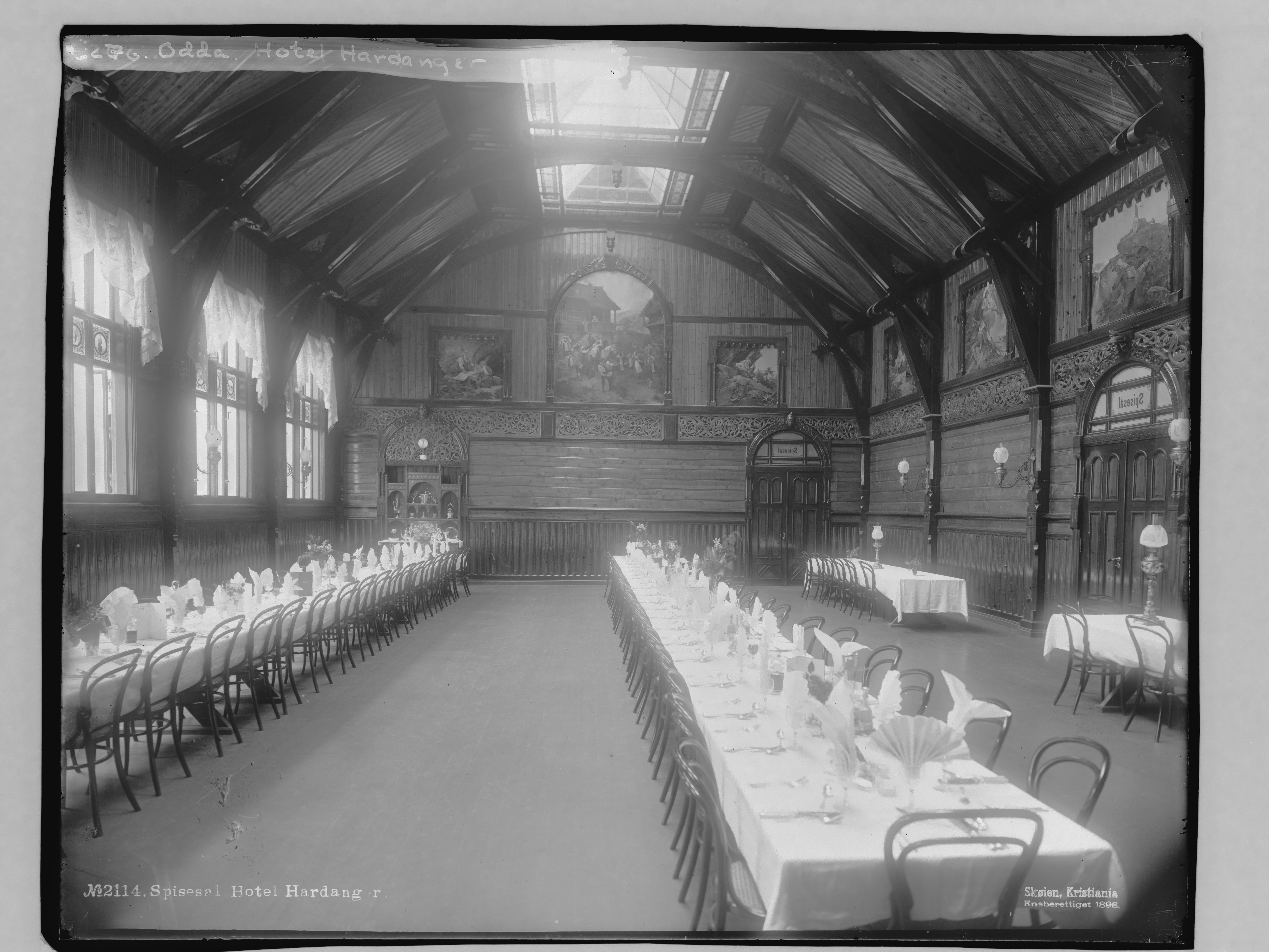
Salle à manger de l'Hôtel Hardanger.
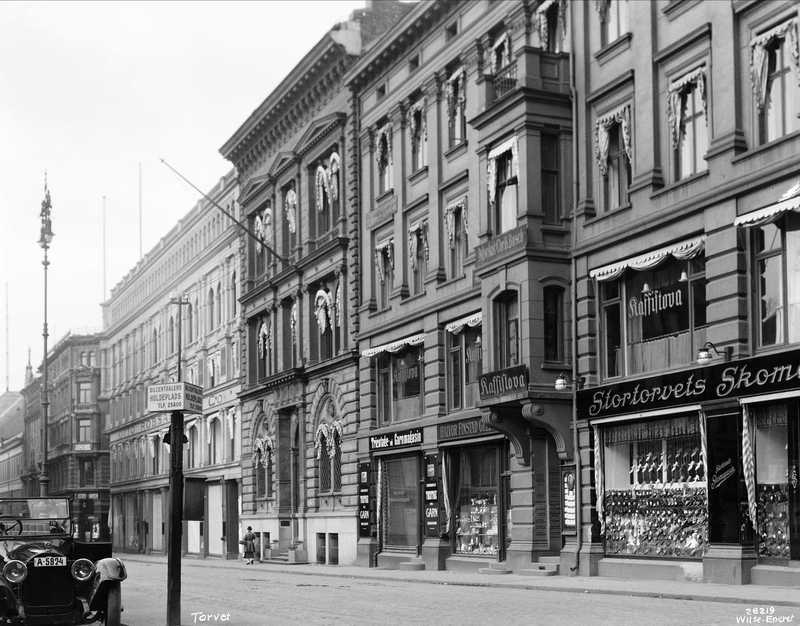
Café Kaffistova au no 15 de la Carl Johans Gate à Oslo.
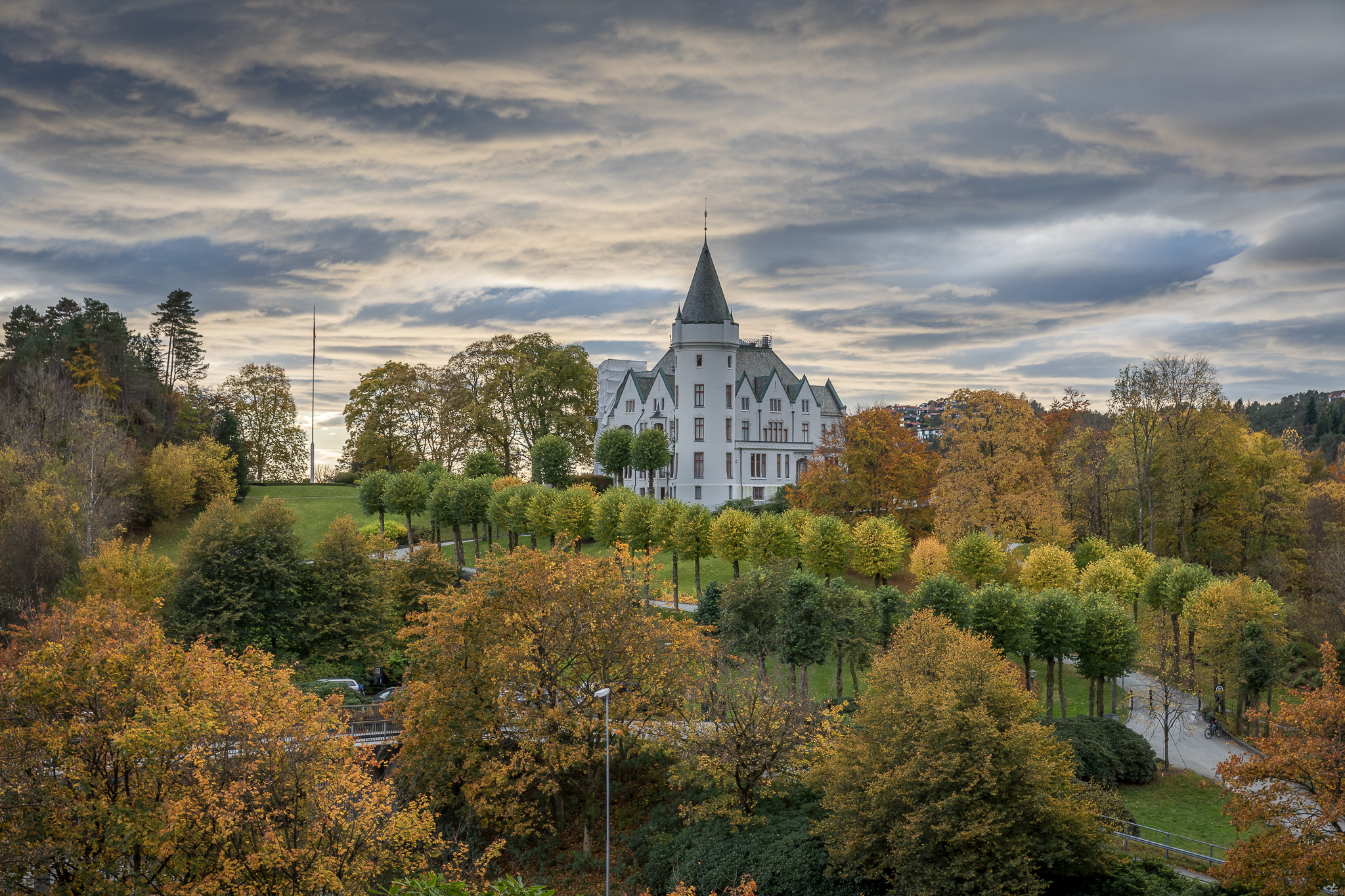
Villa Gamlehaugen à Bergen, résidence royale, où Kinsarvik a livré une armoire sculptée peinte.
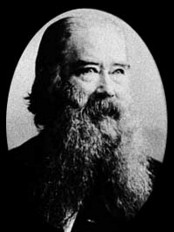
Le peintre Anders Askevold, maître de Kinsarvik pendant une année.